# Van-Gieson-Färbung

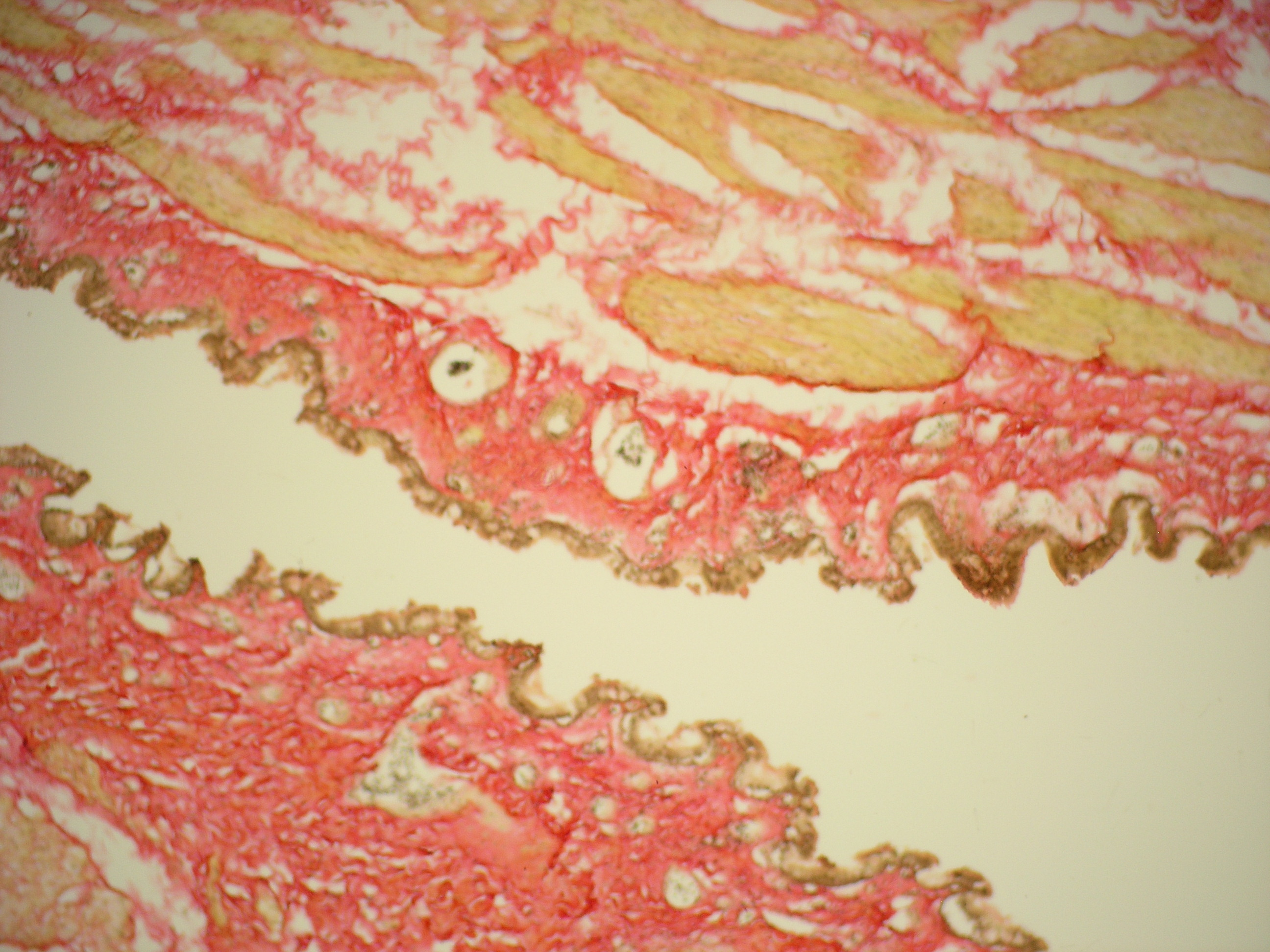
Bronchien des Vogelstraußes, nach Van Gieson gefärbt.

Die Van-Gieson-Trichrom-Färbung ist eine histologische Färbemethode, die teilweise auch als Trichrom-Färbung eingesetzt wird.

## Eigenschaften
Die meisten Varianten der Van-Gieson-Färbung bestehen aus einer einstufigen Färbung mit wässriger, gesättigter Pikrinsäurelösung und Säurefuchsin. Sie gehört zu den Picro-Fuchsin-Färbungen. Sie wird zur Färbung von Kollagen und Bindegeweben verwendet, teilweise auch in Kombination mit einer Elastika-Färbung (Elastika-Van-Gieson-Färbung).

## Geschichte
Die Van-Gieson-Färbung wurde im Jahr 1889 von Ira Van Gieson (1866–1913) entwickelt und wurde in der Folge nach dem Erfinder benannt.